# Layton Brothers: Mystery Room
 (octobre 2023).
Si vous disposez d'ouvrages ou d'articles de référence ou si vous connaissez des sites web de qualité traitant du thème abordé ici, merci de compléter l'article en donnant les références utiles à sa vérifiabilité et en les liant à la section « Notes et références ».
 (décembre 2021).
La mise en forme du texte ne suit pas les recommandations de Wikipédia : il faut le « wikifier ».
Les points d'amélioration suivants sont les cas les plus fréquents. Le détail des points à revoir est peut-être précisé sur la page de discussion.
- Les titres sont pré-formatés par le logiciel. Ils ne sont ni en capitales, ni en gras.
- Le texte ne doit pas être écrit en capitales (les noms de famille non plus), ni en gras, ni en italique, ni en « petit »…
- Le gras n'est utilisé que pour surligner le titre de l'article dans l'introduction, une seule fois.
- L'italique est rarement utilisé : mots en langue étrangère, titres d'œuvres, noms de bateaux, etc.
- Les citations ne sont pas en italique mais en corps de texte normal. Elles sont entourées par des guillemets français : « et ».
- Les listes à puces sont à éviter, des paragraphes rédigés étant largement préférés. Les tableaux sont à réserver à la présentation de données structurées (résultats, etc.).
- Les appels de note de bas de page (petits chiffres en exposant, introduits par l'outil «  Source ») sont à placer entre la fin de phrase et le point final[comme ça].
- Les liens internes (vers d'autres articles de Wikipédia) sont à choisir avec parcimonie. Créez des liens vers des articles approfondissant le sujet. Les termes génériques sans rapport avec le sujet sont à éviter, ainsi que les répétitions de liens vers un même terme.
- Les liens externes sont à placer uniquement dans une section « Liens externes », à la fin de l'article. Ces liens sont à choisir avec parcimonie suivant les règles définies. Si un lien sert de source à l'article, son insertion dans le texte est à faire par les notes de bas de page.
- La présentation des références doit suivre les conventions bibliographiques. Il est recommandé d'utiliser les modèles {{Ouvrage}}, {{Chapitre}}, {{Article}}, {{Lien web}} et/ou {{Bibliographie}}. Le mode d'édition visuel peut mettre en forme automatiquement les références.
- Insérer une infobox (cadre d'informations à droite) n'est pas obligatoire pour parachever la mise en page.

Pour une aide détaillée, merci de consulter Aide:Wikification.
Si vous pensez que ces points ont été résolus, vous pouvez retirer ce bandeau et améliorer la mise en forme d'un autre article.
Layton Brothers: Mystery Room , est un jeu vidéo d'aventure et de réflexion pour iOS et Android, développé par Level-5. Il s'agit d'un spin-off de la série Professeur Layton, suivant les aventures de l'enquêtrice débutante Lucy Baker, qui travaille avec le détective de génie Alfendi Layton, fils de Hershel Layton, dans un département spécial de l'unité d'enquête criminelle de Scotland Yard connue sous le nom de « Mystery Room ». Le jeu est sorti au Japon le 21 septembre 2012 et en anglais le 27 juin 2013. Une version Android est sortie le 5 septembre 2013.

## Trame
Le joueur suit le jeu selon le point de vue de la nouvelle détective Lucy Baker. Elle commence son nouveau travail dans la « Mystery Room » de New Scotland Yard, un département de la Serious Crime Division qui résout les enquêtes que personne n'a pu résoudre. Elle travaille avec Alfendi Layton, un enquêteur brillant mais apparemment « instable », qui souffre d'un trouble dissociatif de l'identité qu'il ne peut contrôler. Sa seconde personnalité, que Lucy surnomme « Potty Prof », est une personne très directe et parfois vicieuse, avec des capacités hors du commun. Il nourrit une admiration pour les criminels habiles et pour les meurtres brillamment perpétrés. Il est toutefois froid et impitoyable en ce qui concerne le sort des criminels.

### Scénario
Alors que Lucy arrive pour son premier jour à Scotland Yard, le commissaire et son adjoint l'informent de son affectation dans un département de la division des crimes graves surnommé la «Chambre des Mystères» en tant qu'assistante de l'inspecteur Alfendi Layton, un enquêteur de génie. Lors de leur rencontre, Alfendi fait passer un test à Lucy : elle doit l'aider à résoudre le meurtre d'une jeune femme commis dans une station balnéaire. Une fois le test passé, le duo commence à travailler sérieusement ensemble, résolvant une nouvelle affaire impliquant la mort d'un homme au foyer. Au cours de leurs enquêtes, Lucy apprend que l'inspecteur a plusieurs personnalités en découvrant pour la première fois la personnalité dissociée d'Alfendi au cours d'un interrogatoire crucial.
À la demande de Justin Lawson, ancien partenaire d'Alfendi, le duo enquête sur le tournage public d'une comédienne de théâtre populaire. Ils examinent ensuite une nouvelle affaire « surnaturelle » : celle du meurtre d'un archéologue en Amérique du Sud dans une chambre close, qui aurait été l'objet d'une malédiction provenant d'une statue idole en pierre, depuis dérobée, qu'il avait découverte. Ils démasquent le tueur, un guide local, Chico Careta. Ce dernier n'est cependant qu'un simple exécutant, manipulé par sa fiancée, Mariana Etista, instigatrice du crime. Apprenant que Scotland Yard rouvre l'enquête, elle envoie Chico en Angleterre pour lui faire porter le chapeau. Mariana étant en fuite, Alfendi et Lucy ne peuvent clore l'enquête sans la retrouver. Le duo résout avec succès l'affaire du meurtre d'un DJ populaire dans une station de radio. Ils reçoivent par la suite une requête personnelle de la part du commissaire, qui leur demande d'enquêter sur les meurtres de plusieurs membres d'un groupe mafieux. Leurs morts semblent reprendre le schéma des « Jigsaw Puzzle Killings », les meurtres en série de 26 victimes exécutées plus de 4 ans auparavant, qui n'avaient jamais été révélés au grand public. Alfendi et Lucy finissent par déduire qu'un membre de la mafia serait à l'origine des meurtres et que sa complice l'aurait ensuite trahit en le tuant.
Quelque temps plus tard, Hilda Pertinax, enquêtrice d'Interpol ayant un passé commun avec Alfendi, l'alerte et lui apprend que la localisation de Mariana Etista a pu être tracée et qu'elle serait cachée dans un refuge en Angleterre. Le duo saute sur cette occasion de mener leur première expédition internationale. Une fois la cachette de Mariana découverte, on apprend que sa véritable identité est en réalité Diane Makepeace, fille de Keelan Makepeace, tueur en série à l'origine des « Jigsaw Puzzle Killings », qui marche dans les pas de son père et se révèle tout aussi violente que lui. Elle se déclare coupable d'avoir orchestré les meurtres de mafieux, et exprime sa haine profonde envers Alfendi, qu'elle accuse d'avoir tué son père lors d'une confrontation 4 ans auparavant.
Diane réussit à s'échapper et invite Alfendi à visiter le Château Forbodium, où Alfendi et son père, Keelan Makepeace, ont eu leur altercation fatidique il y a 4 ans. Poursuivant Alfendi, Lucy et Hilda sont séparées, et Lucy se retrouve enfermée dans une pièce par Diane. Si Lucy veut s'échapper, elle n'a d'autre choix que de reconstituer correctement une certaine scène de crime. Une fois l'épreuve passée, Diane dévoile à Lucy que c'était le premier meurtre de son père et que dans le passé, Keelan lui a confié avoir été aidé par quelqu'un de la police, qui était chargé de détruire les preuves cruciales de cette affaire. Lucy découvre avec choc que l'enquêteur en question n'était autre qu'Alfendi.
Alors que Lucy s'enfonce plus profondément dans le château, un coup de feu retentit et elle arrive au côté d'Hilda sur les lieux : elles découvrent que Diane a été tuée par balle. Alfendi, qui était retenu captif par Diane, semble être le seul coupable plausible. Cependant, sa personnalité « Potty Prof » affirme que le meurtrier de Diane et de son père Keelan sont les mêmes personnes. Il proclame ainsi son innocence dans les deux meurtres. Il soutient aussi qu'Hilda, Justin Lawson et le commissaire Barton doivent tous être considérés comme des suspects, puisqu'ils étaient les seules personnes impliquées dans l'incident du Château de Forbodium 4 ans auparavant.
Le trio ainsi que Justin se mettent donc à enquêter sur les deux affaires et leurs découvertes ne font qu'appuyer la culpabilité d'Alfendi. Malgré ces nouvelles preuves faisant surface, Lucy n'en demeure pas moins dépitée lorsque « Placid Prof », la personnalité gentille d'Alfendi, reconnaît être coupable. En proie au désespoir, Lucy apprend par Hilda que « Potty Prof » est en fait la véritable personnalité d'Alfendi, celle qu'il arborait lorsqu'il travaillait avec elle et Justin, tandis que sa personnalité plus gentille et «normale» est en réalité une création factice construite il y a 4 ans. En dépit du choc, Lucy décide de continuer à croire en Alfendi et de mener une dernière enquête, durant laquelle elle découvre que le cerveau derrière le meurtre de Keelan et Diane Makepeace est en fait Justin. Il avait découvert l'identité du tueur en série derrière les « Jigsaw Puzzle Killings » et noué un pacte avec Keelan, lui permettant de rester en liberté tant qu'il se chargeait d'éliminer certaines personnes à la demande de Lawson. Justin tirait profit des « Jigsaw Puzzle Killings » en plaçant des pièces de puzzle sur des scènes de crime n'ayant aucun lien avec Keelan. Lawson tua Keelan pour le faire taire puis Diane par peur que des questions sur cette affaire ne refassent surface, particulièrement au sujet de la présence de plus en plus fréquente de « Potty Prof ». Toutefois, même après avoir admis les faits, Justin refuse d'exprimer ses intentions, et déclare simplement que certaines mauvaises personnes étaient devenues beaucoup trop influentes et puissantes.
Quelque temps plus tard, Alfendi rend visite à Justin, incarcéré, qui prétend que Lawson aurait fait subir à Alfendi un lavage de cerveau alors qu'il était dans le coma à la suite de l'accident survenu au Château Forbodium, ce qui serait à l'origine de sa personnalité « Placid Prof », pour empêcher Alfendi de divulguer des informations sur l'affaire. Les deux personnalités d'Alfendi et Lucy émettent des doutes sur la véracité de ces explications et jurent qu'ils résoudront « Le Mystère du Placid Prof » tous les « trois ». Lors de la scène finale, le commissaire est au téléphone, discutant des récentes affaires, avec un vieil ami appelé Hershel.

## Système de jeu
Layton Brothers: Mystery Room est divisé en deux parties distinctes et alternatives : les enquêtes et les interrogatoires. La plupart des affaires suivent le même schéma. Alfendi Layton donne les informations de base au joueur qui doit examiner la scène du crime à l'aide du dispositif de reconstitution de la Mystery Room. Au début de l'affaire, le joueur dispose généralement d'un laps de temps défini pour faire un balayage rapide de la scène du crime. Il doit ensuite choisir son suspect principal en se basant sur ses premières impressions. C'est après cette étape que l'enquête commence. Le joueur n'est plus restreint par le temps, il peut désormais examiner chaque élément du crime (tels que les moyens, le mobile ou certains aspects déroutants du meurtre lui-même), trouver des preuves pour appuyer ses arguments et répondre à certaines questions à choix multiples.
Une fois que tous les points d'une séquence d'investigation sont éclaircis, le joueur est alors en mesure d'interroger un suspect principal. Lors des interrogatoires, la défense du suspect contre les accusations est représentée par une cage en pierre de la forme d'un cœur autour du cœur de l'accusé. Plus le joueur présente les preuves correctes pour étayer ses accusations et prouver la culpabilité du suspect et plus la cage en pierre se brise. Lorsque le cœur du suspect est exposé, le joueur est sur le point de battre le suspect, qui verra son cœur se transformer en pierre et se briser en deux si le joueur est en mesure de prouver sa culpabilité. Dans certains cas, la cage en pierre se reformera (entièrement ou partiellement) après s'être brisée : le suspect tente alors d'offrir des preuves (en apparence) contradictoires ou réfute les preuves qui lui sont présentées. Son cœur se brisera à nouveau si le joueur est capable de prouver que le suspect ment. Si le suspect est innocent ou si les preuves sont insuffisantes, les personnages enquêtent à nouveau, en étudiant cette fois de nouvelles pistes pour clarifier l'affaire avant de pouvoir confronter un suspect.

## Développement
Layton Brothers: Mystery Room est annoncé pour la première fois lors de la Level-5 Vision 2009 sous le nom de Mystery Room, le premier titre entièrement original de la série Atamania de Level-5. Dans Mystery Room, le joueur peut faire équipe avec les détectives Poccho et Sly dans le but de résoudre des affaires envoyées par d'autres détectives dans leur « Mystery Room ». Le joueur peut sélectionner l'affaire sur laquelle il souhaite enquêter parmi une liste de rapports de crimes. Le jeu, conçu à l'origine pour la Nintendo DS, était prévu pour 2010. Level-5 avait initialement annoncé son intention d'apporter une démo du jeu au Tokyo Game Show 2010, mais retira cette annonce du programme peu avant l'événement, remettant en question le statut du jeu. En mai 2010, le développeur publia des informations concernant la progression du jeu et annonça qu'il serait repoussé jusqu'au printemps 2011. C'est finalement le 15 octobre 2011 que le titre refait surface lors du Level-5 World 2011 en tant que jeu iOS intitulé Layton Brothers : Mystery Room. Bien que le jeu fut inclus dans la série Layton, une grande partie de ses éléments d'origine n'ont pas été modifiés, tels que les prémisses du titre et l'accent mis sur la résolution d'affaires sensibles à l'aide de techniques d'enquête.

## Accueil
Selon l'agrégateur de critiques de jeux vidéo Metacritic, la version iOS du jeu reçoit des « critiques généralement favorables ».